# Joëlle Ursull
Joëlle Ursull (Pointe-à-Pitre, 9. studenog 1960.), francuska pjevačica. 1990. se plasirala na Pjesmu Eurovizije s pjesmom "White and Black Blues". Pjesmu su napisali Serge Gainsbourg i Georges Ougier de Moussac. Na Euroviziji je završila druga s 132 boda. Singl je postao hit u Francuskoj. Prije Eurovizije je bila član tria Zouk Machine.